# Charles Poisot
Charles Poisot (Dijon, 1822 – Dijon, 1904) est un musicien français de la deuxième moitié du XIXe siècle. Pianiste, compositeur et musicographe, il a été aussi  directeur du Conservatoire de Dijon, ville où il a passé sa vie.

## Biographie
Né à Dijon le 7 juillet 1822,  les parents de Charles Poisot s'installent à Paris en 1834. Il entre au Conservatoire de Paris en 1844 où il étudie jusqu'en 1848 le piano avec Adolphe Adam, le contrepoint avec Leborne et la composition avec Jacques Halévy.
Il compose en 1850 un opéra-comique en un acte Le Paysan sur un thème traditionnel mêlant noblesse et amour (le livret est de Pujol). 
Il retourne à Dijon en 1852 où il se consacre à l'enseignement, à la musicologie et à la composition en poursuivant ses interprétations au piano.
En 1868, il est nommé Directeur de l’école municipale de musique, le futur conservatoire Jean-Philippe Rameau, et est élu  membre de l’Académie des sciences, arts et belles-lettres de Dijon en 1869. Il joue un rôle actif dans la vie culturelle de la ville jusqu'à sa mort subite à son domicile du 4 de la rue Buffon le 17 mars 1904. 
Il a fait jouer ses œuvres dans la ville, a fait des causeries sur les gloires bourguignonnes (le sculpteur François Rude, le poète et dramaturge Charles Brifaut) et a créé une chorale de haut niveau « la Société des Dames ».

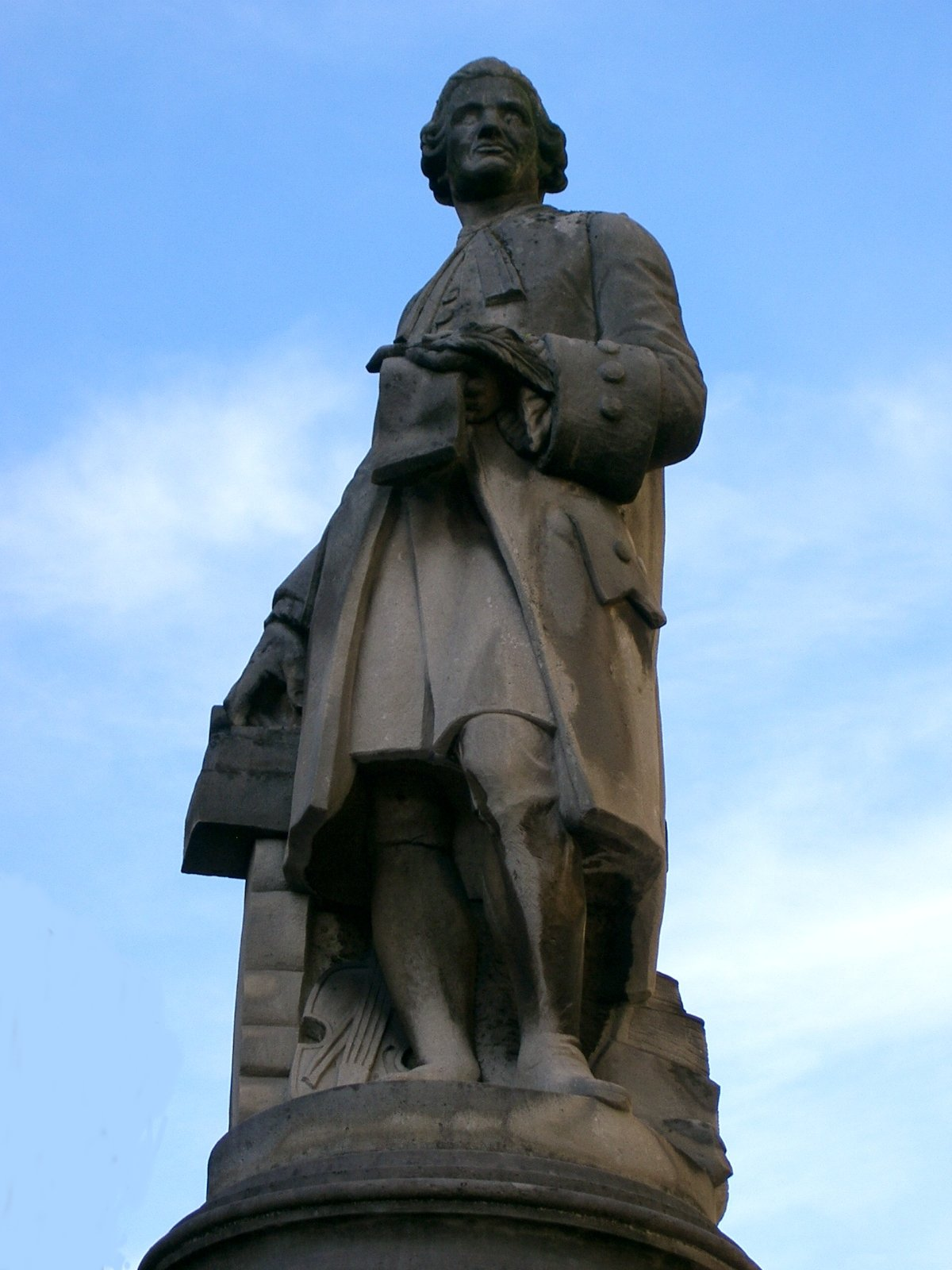
Statue actuelle de Jean-Philippe Rameau à Dijon. Copie en pierre de la statue originale de 1880

Fervent admirateur de Jean-Philippe Rameau, il commence en 1860 avec d'autres Dijonnais (Jules Mercier, Léon Gastinel, etc.) une campagne pour l'érection d'une statue en l’honneur du grand compositeur dijonnais du XVIIIe siècle pour le centenaire de sa mort en 1864. L'affaire traîne en longueur et ce n'est que le 12 août 1876 que le modèle de la statue du sculpteur Eugène Guillaume est enfin érigé place de la Sainte-Chapelle et un concert est donné au Grand Théâtre avec Camille Saint-Saëns. Il faut attendre 1880 pour que le modèle soit remplacé par la statue définitive en bronze (elle sera fondue par les Allemands en 1942 et remplacée par une copie en pierre en 1950). Charles Poisot collaborera à la publication des œuvres de Rameau et produira de nombreux arrangement pour piano et chant de ses opéras.  Il a également participé à la création de la Société des compositeurs de musique (fondée à Paris en 1862). 
Son œuvre musicale est assez abondante et variée mais elle n'a pas marqué l'histoire de la musique. Il a  composé des opéras-comiques au début de sa carrière (Le Paysan en 1850) et des opéras parlés, des pièces religieuses (une cantate, Jeanne d'Arc, des motets, un Stabat Mater, un requiem, trois oratorios…) et beaucoup de pièces pour piano (exercices, arrangements, chansons, mélodies et fantaisies). 
Il a aussi écrit de nombreux textes sur la musique comme sa brochure sur les musiciens bourguignons en 1854 ou son Histoire de la musique en France, depuis les temps les plus reculés jusqu’à nos jours (Paris 1860).

## Œuvres
Liste exhaustive DataBnf.

### Musicologie
- Essai sur les musiciens bourguignons, comprenant une esquisse historique sur les différentes transformations de l'art musical en France du IXe au XIXe siècle, Dijon 1854, 56 pages.
- Histoire de la musique en France, depuis les temps les plus reculés jusqu’à nos jours, Paris 1860, 384 pages
- Notice biographique sur Jean-Philippe Rameau publiée à l’occasion de l’anniversaire séculaire de sa mort, Dijon 1864, 31 pages.
- Lecture sur les trois séjours de Mozart à Paris, 1873

### Textes divers à thème régional
- Notice sur le sculpteur François Rude, 1856
- Notice sur Charles Brifaut (poète, journaliste et auteur dramatique né à Dijon en 1781, mort à Paris en 1857), 1859
- De Dijon à Rome et à Naples, notes de voyage d'un musicien lues à l'Académie de Dijon, 1875

### Composition

#### Opéras-comiques
- Le paysan opéra comique en 1 acte, 1850
- Les Terreurs de M. Peters opéra de salon, 1856

#### Œuvres religieuses
- Agnus Dei pour ténor et baryton. 1855
- Paraphrase du Stabat Mater : pour Soli (soprano, alto, ténor et basse) et chœurs avec accompagnement d'orgue (réduction d'orchestre)
- Le Christ. Oratorio en trois parties [Chant et piano]. Textes tirés des Évangiles, 1882
- Ave Maria pour mezzo-soprano, 1883
- Caecilia, légende sacrée, 1888
- L'Apôtre saint Jean, troisième oratorio. Textes tirés de l'Apocalypse, 1895

#### Mélodies et chansons
- Le Bonhomme Misère ! Légende bretonne, 1853
- L'amour, 1860
- Le Rêve à deux ! Mélodie, poésie de Mme Desbordes-Valmore, 1868
- Les Affres de la mort ! Scène pour basse mise en musique de poésies de Théophile Gautier, 1868
- La Bourgogne ! , 1869
- Fleur de mai ! Mazurka, pour piano 1875
- Pièces pour piano

#### Arrangements
- Les Indes galantes : ballet héroïque en 4 concerts et 1 nouvelle entrée de Jean-Philippe Rameau ; partition reconstituée et réduite pour piano et chant par Charles Poisot, d'après la partition originale de 1735.
- Hippolyte et Aricie : tragédie lyrique en 5 actes & un prologue de  Rameau ;  reconstituée et réduite pour piano et chant par Charles Poisot. (1882)
- Zoroastre : tragédie lyrique en 5 actes de  Rameau ; reconstituée et réduite pour piano et chant par Charles Poisot .
- Platée ou Junon jalouse : comédie-ballet (bouffe) en 3 actes et un prologue de Rameau ; reconstituée et réduite pour piano et chant par Charles Poisot[4].

## Distinction
Une rue de Dijon porte son nom.